# Dicranolasma ressli
Espèce
Dicranolasma ressli est une espèce d'opilions dyspnois de la famille des Dicranolasmatidae.

## Distribution
Cette espèce est endémique de la province de Konya en Turquie. Elle se rencontre vers Akşehir.

## Description
Le mâle holotype mesure 3,9 mm, les mâles mesurent de 3,9 à 4,3 mm et les femelles de 4,1 à 4,7 mm.

## Systématique et taxinomie
Cette espèce a été décrite par Gruber en 1998.

## Étymologie
Cette espèce est nommée en l'honneur de Franz Ressl.

## Publication originale
- Gruber, 1998 : « Beiträge zur Systematik der Gattung Dicranolasma (Arachnida: Opiliones, Dicranolasmatidae). I. Dicranolasma thracium Starega und verwandte Formen aus Südosteuropa und Südwestasien. » Annalen des Naturhistorischen Museums in Wien, vol. 100, p. 489–537.